# Farflung
Farflung – amerykański zespół rockowy założony w połowie lat 90. w Los Angeles. Muzyka zespołu tkwiąca korzeniami w rocku progresywnym i psychodelii najbliższa jest space rockowi, z nawiązaniami do takich wykonawców jak Hawkwind. Założyciel Farflung, Tommy Grenas był wcześniej liderem progresywnego Pressurehed.
Skład:
- Tommy Grenas – wokalista
- Michael Esther – gitara prowadząca
- Ryan Kirk – gitara
- Andrew Scott – gitara
- Paul Hischier – gitara basowa
- Rodney Rodriguez – perkusja

## Dyskografia
1. 25000 Feet per Second (1995)
2. The Raven That Ate the Moon (1997)
3. So Many Minds, So Little Time (1998; zbiór singli)
4. The Belief Module (1998)
5. The Myth of Solid Ground (1999)
6. 9 Pin Body (2002; utwory wcześniej niewydane)
7. When Science Falls (2002)
8. A Wound in Eternity (2008)
9. 5 (2016)